# 霍邱県
霍邱県（かくきゅう-けん）は中華人民共和国安徽省六安市に位置する県。

## 行政区画
- 鎮:城関鎮、河口鎮、周集鎮、臨水鎮、新店鎮、石店鎮、馬店鎮、孟集鎮、花園鎮、扈胡鎮、長集鎮、烏竜鎮、高塘鎮、竜潭鎮、岔路鎮、馮井鎮、衆興集鎮、夏店鎮、曹廟鎮、范橋鎮、潘集鎮、彭塔鎮、宋店鎮、臨淮崗鎮、馮瓴鎮
- 郷:王截流郷、城西湖郷、三流郷、邵崗郷、白蓮郷
- 霍邱経済開発区